# Miguel Colmeiro y Penido

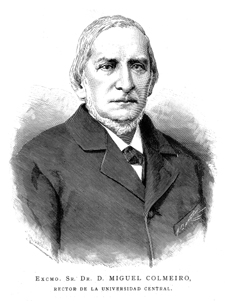
Porträt von Miguel Colmeiro y Penido, veröffentlicht am 15. August 1890 in La Ilustración Española y Americana

Miguel Colmeiro y Penido (* 22. Oktober 1816 in Santiago de Compostela.; † 21. Juni 1901 in Madrid) war  ein spanischer Botaniker. Sein Autorenkürzel lautet Colmeiro.
Er studierte Medizin und Naturwissenschaften und widmete sich der Erforschung der Flora Spaniens, insbesondere Galiciens. Er war Professor der Botanik in Barcelona und Sevilla, dann in Madrid, wo er in den Staatsrat und in die Akademie gewählt wurde. Ferner war er Direktor des botanischen Gartens von Madrid.

## Werke (Auswahl)
- Catalogo metodico de las plantas observadas en Cataluña, Madrid 1848
- Apuntes para la Flora de las dos Castillas, 1849
- Recuerdos botanicos de Galicia, 1850
- Curso de Botanica, 1854
- La botánica y los botánicos de la península hispano-lusitana: Estudios bibliográficos y biográficos, Madrid 1858
- Diccionario de los diversos nombres vulgares de muchas plantas usuales ó notables del Antiguo y Nuevo Mundo, Madrid 1871 (eingeschränkte Vorschau in der Google-Buchsuche)
- Enumeración y revisión de las plantas de la península hispano-lusitana é islas Baleares, 5 Bde., Madrid 1885–89
- Vegetación espontanea de la Peninsula, 1890
- Noticia de los trabajos botanicos del abade Pourret, 1891